# 아리카 (음식)
아리카(아랍어: عريكة)는 사우디아라비아 남부의 전통 음식이다. 밀가루 반죽을 익혀 가운데를 오목하게 만든 뒤, 꿀과 기를 붓고 대추야자를 올려 낸다.

## 같이 보기
- 므아숩
- 스왈로
- 아시다